# Olympische Sommerspiele 1980/Leichtathletik – 400 m (Männer)

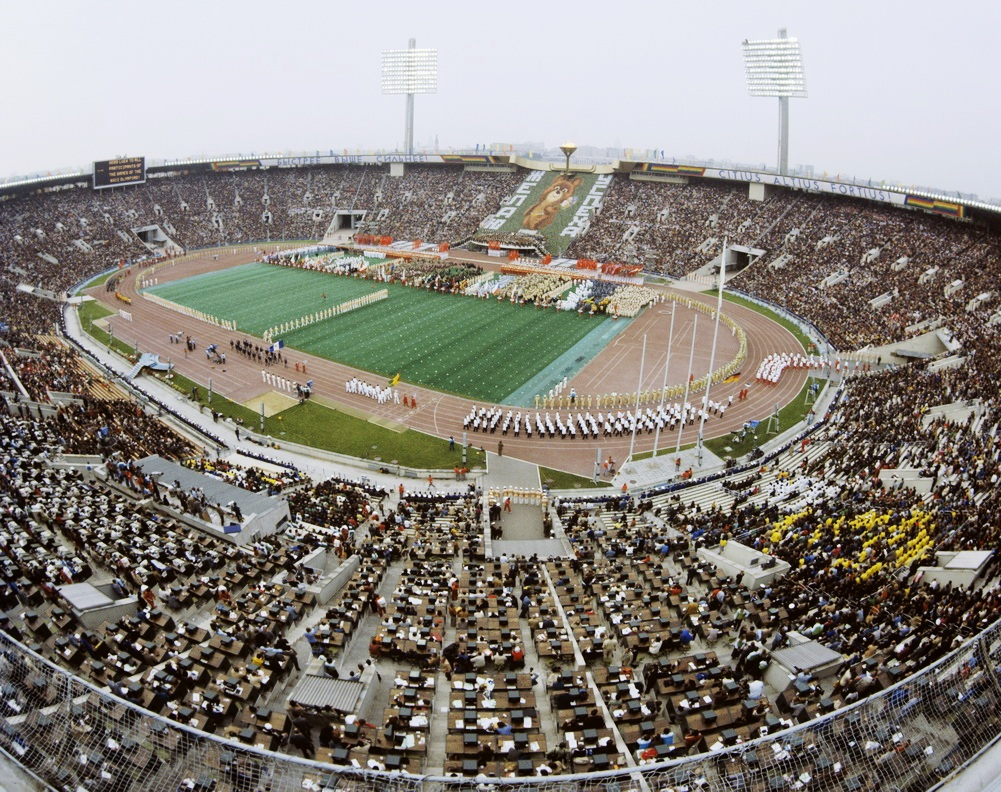
Das Luschniki-Stadion während der Eröffnungsfeier dieser Spiele

Der 400-Meter-Lauf der Männer bei den Olympischen Spielen 1980 in Moskau wurde am 27., 28. und 30. Juli 1980 im Olympiastadion Luschniki ausgetragen. 57 Athleten nahmen teil.
Olympiasieger wurde Wiktor Markin aus der Sowjetunion. Er gewann vor dem Australier Rick Mitchell und Frank Schaffer aus der DDR.
Läufer aus der Schweiz, Österreich und Liechtenstein nahmen nicht teil. Athleten aus der Bundesrepublik Deutschland waren wegen des Olympiaboykotts ebenfalls nicht dabei.

## Bestehende Rekorde
| Weltrekord         | 43,86 s | Lee Evans ( USA) | Finale OS Mexiko-Stadt, Mexiko | 18. Oktober 1968 |
| Olympischer Rekord | 43,86 s | Lee Evans ( USA) | Finale OS Mexiko-Stadt, Mexiko | 18. Oktober 1968 |

Der bestehende olympische Rekord wurde bei diesen Spielen nicht erreicht. Im schnellsten Rennen, dem Finale, verfehlte der sowjetische Olympiasieger Wiktor Markin den Rekord um 74 Hundertstelsekunden.

## Durchführung des Wettbewerbs
Die Athleten traten am 27. Juli zu acht Vorläufen an. Die jeweils vier Laufbesten – hellblau unterlegt – kamen ins Viertelfinale am 28. Juli. Auch hier qualifizierten sich die jeweils vier Laufbesten – wiederum hellblau unterlegt – für das Halbfinale am selben Tag. Hieraus erreichten die jeweils vier Laufbesten – hellblau unterlegt – das Finale, das am 30. Juli stattfand.

## Zeitplan
27. Juli, 11:30 Uhr: Vorläufe

28. Juli, 11:00 Uhr: Viertelfinale

28. Juli, 19:30 Uhr: Halbfinale

30. Juli, 18:40 Uhr: Finale
Anmerkung:
Alle Zeiten sind in Ortszeit Moskau (UTC+3) angegeben.

## Vorrunde
Datum: 27. Juli 1980, ab 11:30 Uhr

### Vorlauf 1
| Platz | Name              | Nation           | Zeit    |
| ----- | ----------------- | ---------------- | ------- |
| 1     | David Jenkins     | Großbritannien   | 46,67 s |
| 2     | Karel Kolář       | Tschechoslowakei | 47,26 s |
| 3     | Francis Demarthon | Frankreich       | 47,43 s |
| 4     | Eddy De Leeuw     | Belgien          | 47,59 s |
| 5     | Charles Dramiga   | Uganda           | 48,69 s |
| 6     | Asfaw Deble       | Äthiopien        | 49,77 s |
| DNS   | Constantino Reis  | Mosambik         |         |

### Vorlauf 2
| Platz | Name               | Nation     | Zeit    |
| ----- | ------------------ | ---------- | ------- |
| 1     | Bert Cameron       | Jamaika    | 47,54 s |
| 2     | Didier Dubois      | Frankreich | 47,57 s |
| 3     | Silver Ayoo        | Uganda     | 47,78 s |
| 4     | Charles Lupiya     | Sambia     | 48,49 s |
| 5     | Horia Toboc        | Rumänien   | 49,90 s |
| 6     | Léopold Hounkanrin | Benin      | 51,04 s |
| 7     | Joseph Ramotshabi  | Botswana   | 51,49 s |

### Vorlauf 3
| Platz | Name                   | Nation              | Zeit    |
| ----- | ---------------------- | ------------------- | ------- |
| 1     | Dele Udo               | Nigeria             | 46,48 s |
| 2     | Joseph Coombs          | Trinidad und Tobago | 46,55 s |
| 3     | Rick Mitchell          | Australien          | 46,63 s |
| 4     | Jens Smedegaard Hansen | Dänemark            | 47,01 s |
| 5     | Jimmy Massallay        | Sierra Leone        | 49,68 s |
| 6     | El-Mehdi Sallah Diab   | Libyen              | 49,89 s |
| 7     | Panh Khemanith         | Laos                | 53,74 s |

### Vorlauf 4
| Platz | Name              | Nation         | Zeit    |
| ----- | ----------------- | -------------- | ------- |
| 1     | Derrick Peynado   | Jamaika        | 47,37 s |
| 2     | Alfons Brydenbach | Niederlande    | 47,72 s |
| 3     | Andrzej Stępień   | Polen          | 47,99 s |
| 4     | Glen Cohen        | Großbritannien | 48,35 s |
| 5     | Régis Tranquille  | Seychellen     | 49,34 s |
| 6     | Mohamed Diakité   | Guinea         | 49,59 s |
| DNS   | Emmanuel Bitanga  | Kamerun        |         |

### Vorlauf 5
| Platz | Name            | Nation              | Zeit    |
| ----- | --------------- | ------------------- | ------- |
| 1     | Wiktor Markin   | Sowjetunion         | 46,88 s |
| 2     | Mike Solomon    | Trinidad und Tobago | 47,24 s |
| 3     | Hope Ezeigbo    | Nigeria             | 47,46 s |
| 4     | Jacques Borlée  | Belgien             | 47,77 s |
| 5     | Mohamed El-Abed | Syrien              | 50,47 s |
| 6     | Sahr Kendor     | Sierra Leone        | 52,98 s |
| DNS   | Koen Gijsbers   | Niederlande         |         |

### Vorlauf 6

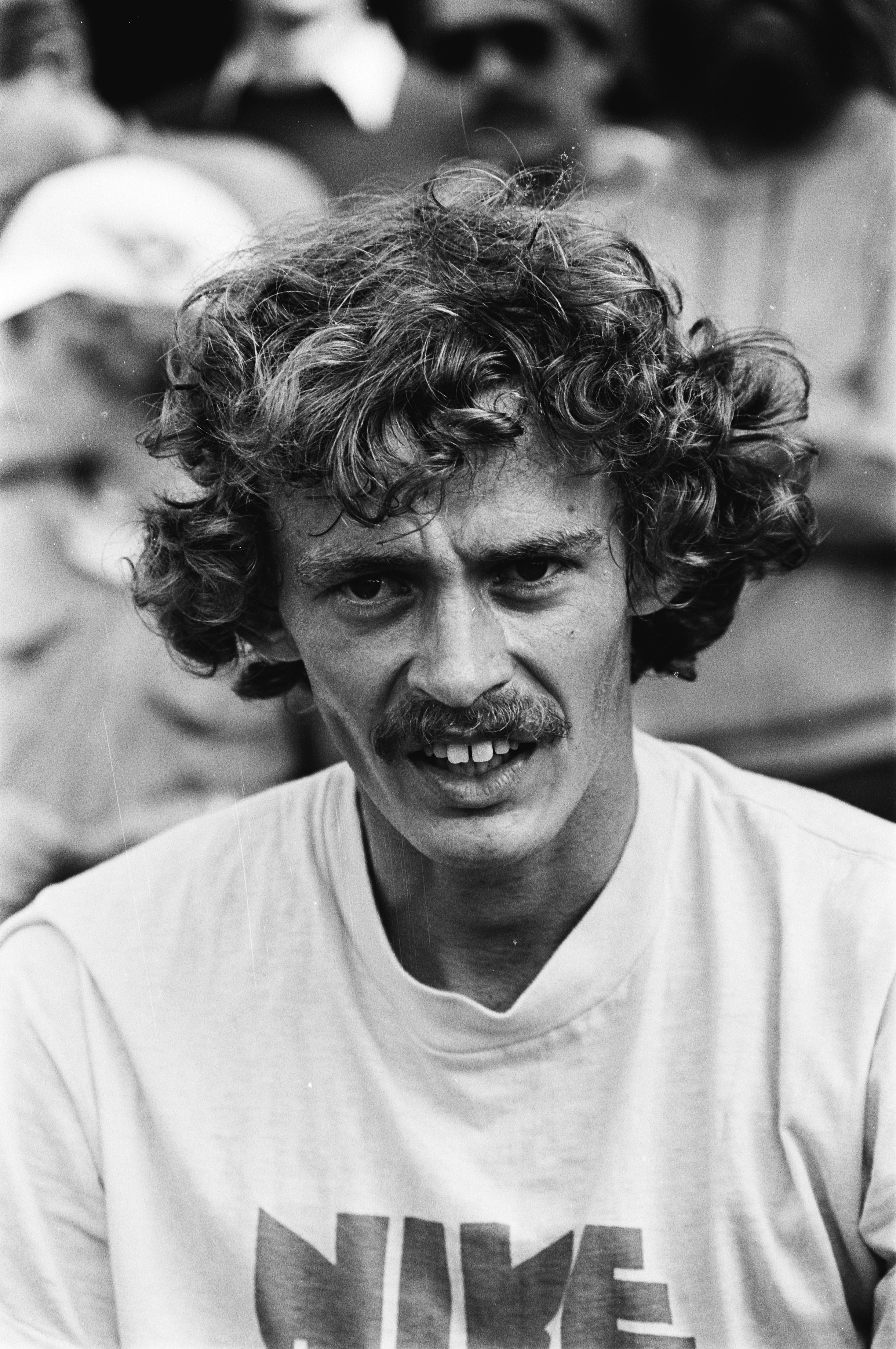
Harry Schulting – ausgeschieden als Fünfter des sechsten Vorlaufs

| Platz | Name                 | Nation       | Zeit    |
| ----- | -------------------- | ------------ | ------- |
| 1     | Josip Alebić         | Jugoslawien  | 47,61 s |
| 2     | Stefano Malinverni   | Italien      | 47,63 s |
| 3     | Ian Stapleton        | Jamaika      | 47,97 s |
| 4     | Hussain Ali Nasayyif | Irak         | 48,03 s |
| 5     | Harry Schulting      | Niederlande  | 48,53 s |
| 6     | William Akabi-Davis  | Sierra Leone | 50,80 s |
| DNS   | Ramian Al-Ramian     | Kuwait       |         |

### Vorlauf 7

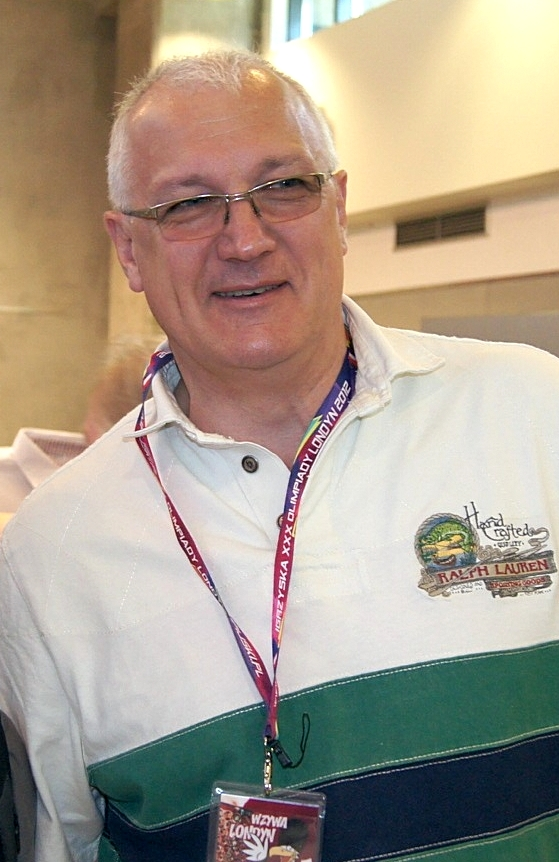
Jerzy Pietrzyk (Foto: 2013) scheiterte als Fünfter des siebten Vorlaufs

| Platz | Name                | Nation      | Zeit    |
| ----- | ------------------- | ----------- | ------- |
| 1     | Frank Schaffer      | DDR         | 46,13 s |
| 2     | Wiktor Burakow      | Sowjetunion | 46,41 s |
| 3     | Alberto Juantorena  | Kuba        | 46,69 s |
| 4     | Roberto Tozzi       | Italien     | 47,01 s |
| 5     | Jerzy Pietrzyk      | Polen       | 47,18 s |
| 6     | Geraldo José Pegado | Brasilien   | 48,71 s |
| DNS   | Boubacar Diallo     | Senegal     |         |
| DNS   | Rubén Inacio        | Angola      |         |

### Vorlauf 8
| Platz | Name                | Nation         | Zeit    |
| ----- | ------------------- | -------------- | ------- |
| 1     | Nikolai Tschernezki | Sowjetunion    | 47,04 s |
| 2     | Mauro Zuliani       | Italien        | 47,16 s |
| 3     | Marcel Klarenbeek   | Niederlande    | 47,67 s |
| 4     | Alan Bell           | Großbritannien | 47,38 s |
| 5     | Oddur Sigurðsson    | Island         | 47,39 s |
| 6     | Isidoro Hornillos   | Spanien        | 47,45 s |
| DNS   | Christer Gullstrand | Schweden       |         |

## Viertelfinale
Datum: 28. Juli 1980, ab 11:00 Uhr

### Lauf 1

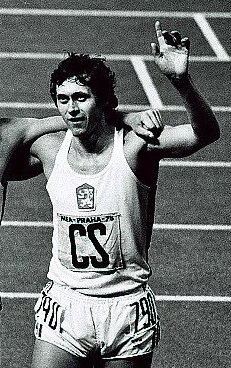
Karel Kolář (im Jahr 1978) – ausgeschieden als Achter des ersten Halbfinals

| Platz | Name                   | Nation      | Zeit    |
| ----- | ---------------------- | ----------- | ------- |
| 1     | Rick Mitchell          | Australien  | 45,73 s |
| 2     | Alfons Brydenbach      | Belgien     | 45,88 s |
| 3     | Jens Smedegaard Hansen | Dänemark    | 45,89 s |
| 4     | Dele Udo               | Nigeria     | 46,18 s |
| 5     | Francis Demarthon      | Frankreich  | 46,38 s |
| 6     | Josip Alebić           | Jugoslawien | 46,60 s |
| 7     | Charles Lupiya         | Sambia      | 47,67 s |
| 8     | Stefano Malinverni     | Italien     | 47,79 s |

### Lauf 2

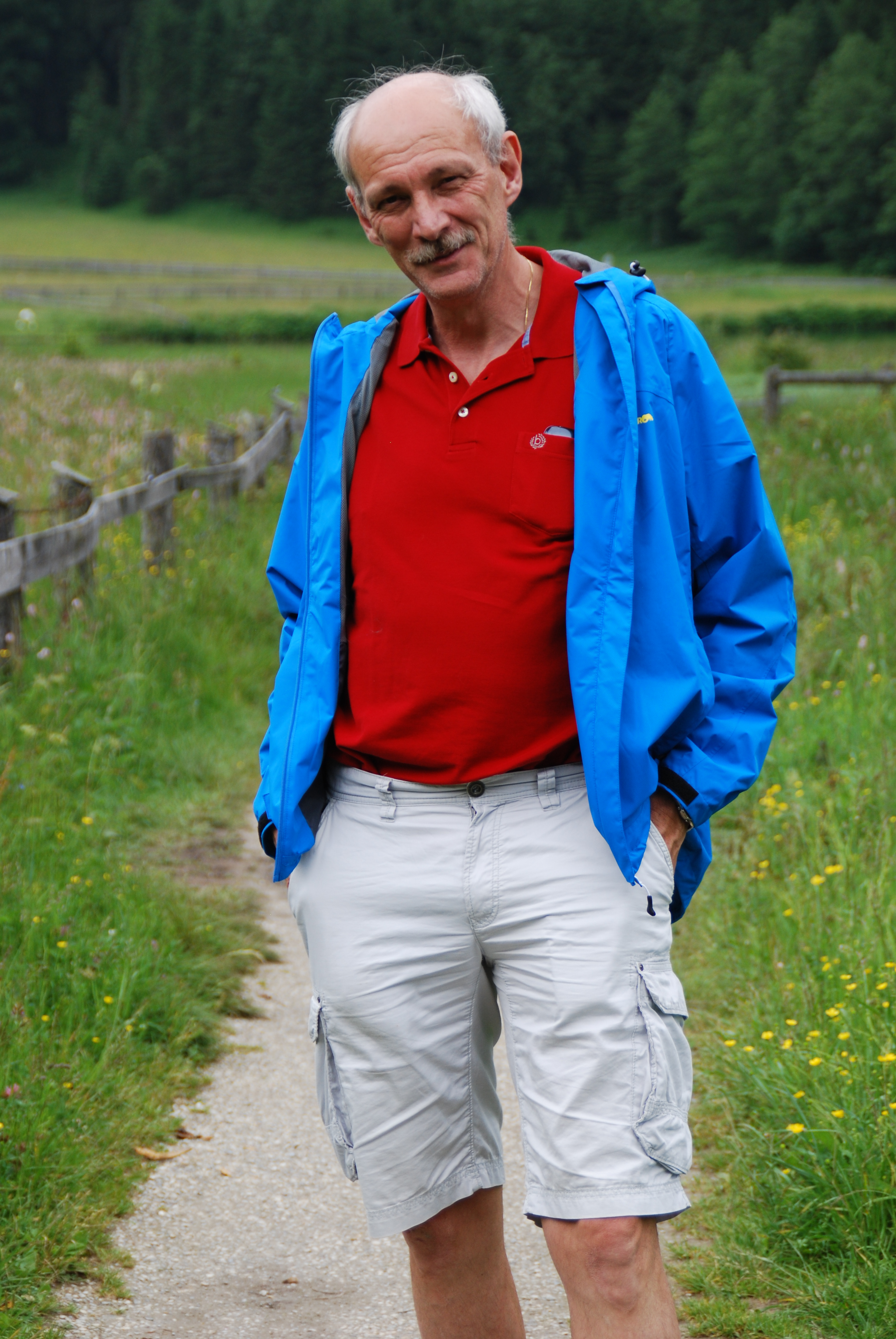
Eddy De Leeuw (hier im Jahr 2013) – ausgeschieden als Sechster des zweiten Viertelfinals
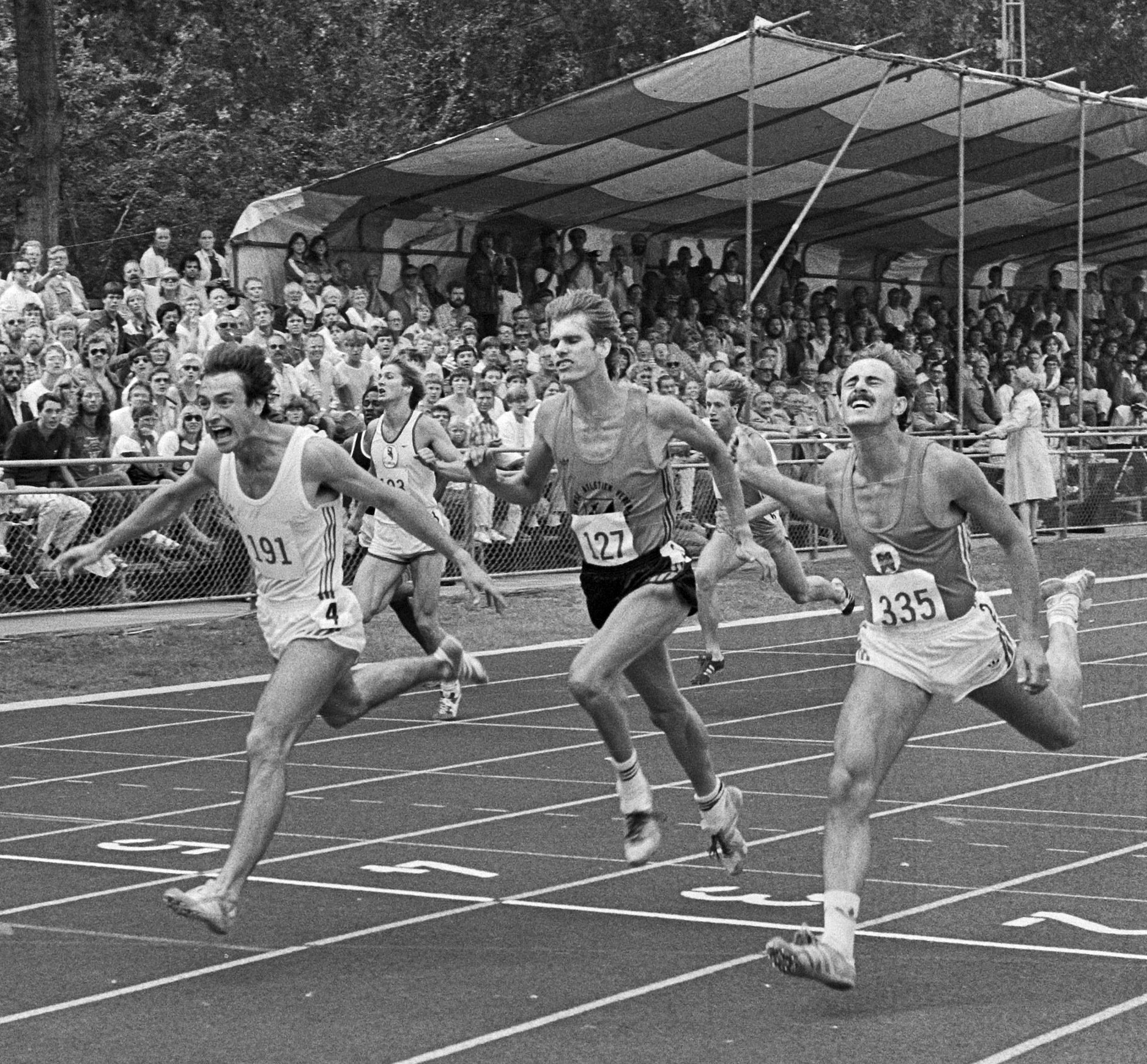
Marcel Klarenbeek (ganz rechts) – ausgeschieden als Achter des zweiten Viertelfinals

| Platz | Name              | Nation              | Zeit    |
| ----- | ----------------- | ------------------- | ------- |
| 1     | Wiktor Markin     | Sowjetunion         | 45,58 s |
| 2     | Joseph Coombs     | Trinidad und Tobago | 45,81 s |
| 3     | Mauro Zuliani     | Italien             | 45,93 s |
| 4     | Alan Bell         | Großbritannien      | 46,17 s |
| 5     | Andrzej Stępień   | Polen               | 46,31 s |
| 6     | Eddy De Leeuw     | Belgien             | 45,47 s |
| 7     | Derrick Peynado   | Jamaika             | 46,50 s |
| 8     | Marcel Klarenbeek | Niederlande         | 46,81 s |

### Lauf 3

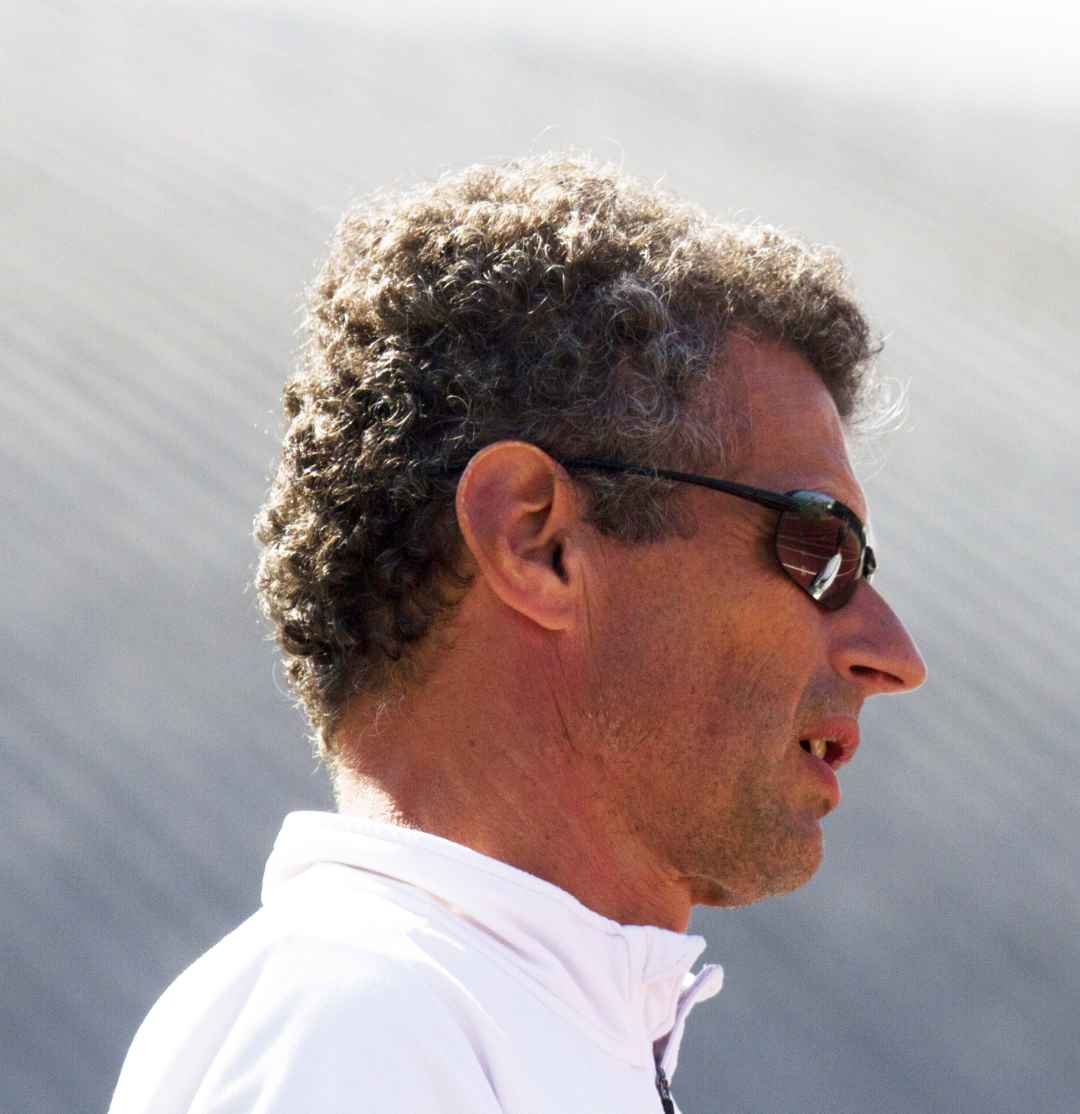
Jacques Borlée (Foto: 2013) – ausgeschieden als Achter des dritten Viertelfinals

| Platz | Name               | Nation         | Zeit    |
| ----- | ------------------ | -------------- | ------- |
| 1     | Frank Schaffer     | DDR            | 46,15 s |
| 2     | Alberto Juantorena | Kuba           | 46,23 s |
| 3     | Wiktor Burakow     | Sowjetunion    | 46,23 s |
| 4     | Didier Dubois      | Frankreich     | 46,60 s |
| 5     | Silver Ayoo        | Uganda         | 47,03 s |
| 6     | Bert Cameron       | Jamaika        | 47,31 s |
| 7     | Glen Cohen         | Großbritannien | 47,35 s |
| 8     | Jacques Borlée     | Belgien        | 47,73 s |

### Lauf 4
| Platz | Name                 | Nation              | Zeit    |
| ----- | -------------------- | ------------------- | ------- |
| 1     | David Jenkins        | Großbritannien      | 45,99 s |
| 2     | Mike Solomon         | Trinidad und Tobago | 46,12 s |
| 3     | Karel Kolář          | Tschechoslowakei    | 46,27 s |
| 4     | Nikolai Tschernezki  | Sowjetunion         | 46,30 s |
| 5     | Roberto Tozzi        | Italien             | 46,73 s |
| 6     | Hope Ezeigbo         | Nigeria             | 46,88 s |
| 7     | Ian Stapleton        | Jamaika             | 47,64 s |
| 8     | Hussain Ali Nasayyif | Irak                | 48,50 s |

## Halbfinale
Datum: 28. Juli 1980, ab 19:30 Uhr

### Lauf 1
- Karel Kolář (im Jahr 1978) – ausgeschieden
als Achter des ersten Halbfinals

| Platz | Name                | Nation              | Zeit    |
| ----- | ------------------- | ------------------- | ------- |
| 1     | Alfons Brydenbach   | Belgien             | 45,46 s |
| 2     | Rick Mitchell       | Australien          | 45,48 s |
| 3     | David Jenkins       | Großbritannien      | 45,59 s |
| 4     | Mike Solomon        | Trinidad und Tobago | 45,61 s |
| 5     | Dele Udo            | Nigeria             | 45,88 s |
| 6     | Nikolai Tschernezki | Sowjetunion         | 45,94 s |
| 7     | Mauro Zuliani       | Italien             | 46,01 s |
| 8     | Karel Kolář         | Tschechoslowakei    | 46,11 s |

### Lauf 2
| Platz | Name                   | Nation              | Zeit    |
| ----- | ---------------------- | ------------------- | ------- |
| 1     | Frank Schaffer         | DDR                 | 45,47 s |
| 2     | Wiktor Markin          | Sowjetunion         | 45,60 s |
| 3     | Alberto Juantorena     | Kuba                | 45,95 s |
| 4     | Joseph Coombs          | Trinidad und Tobago | 45,96 s |
| 5     | Wiktor Burakow         | Sowjetunion         | 45,97 s |
| 6     | Didier Dubois          | Frankreich          | 46,72 s |
| 7     | Jens Smedegaard Hansen | Dänemark            | 47,00 s |
| 8     | Alan Bell              | Großbritannien      | 48,50 s |

## Finale

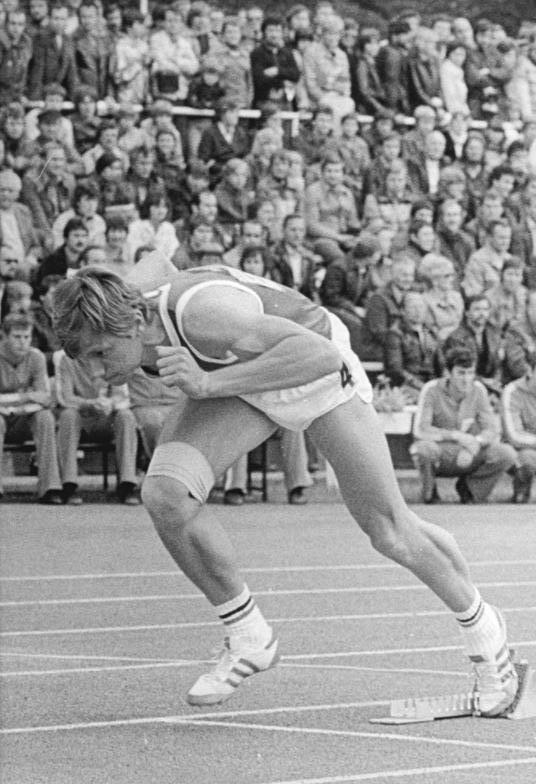
Bronzemedaillengewinner
Frank Schaffer

Datum: 30. Juli 1980, 18:40 Uhr
| Platz | Name               | Nation              | Zeit    |
| ----- | ------------------ | ------------------- | ------- |
| 1     | Wiktor Markin      | Sowjetunion         | 44,60 s |
| 2     | Rick Mitchell      | Australien          | 44,84 s |
| 3     | Frank Schaffer     | DDR                 | 44,87 s |
| 4     | Alberto Juantorena | Kuba                | 45,09 s |
| 5     | Alfons Brydenbach  | Belgien             | 45,10 s |
| 6     | Mike Solomon       | Trinidad und Tobago | 45,55 s |
| 7     | David Jenkins      | Großbritannien      | 45,56 s |
| 8     | Joseph Coombs      | Trinidad und Tobago | 46,33 s |

Einen ausgemachten Favoriten gab es für diesen Wettbewerb nicht. Die US-Athleten, die die Jahresweltbestenliste anführten, waren wegen des Olympiaboykotts nicht dabei. Der Olympiasieger von 1976 Alberto Juantorena war nach einer Operation an der Achillessehne noch nicht im Besitz seiner vollen Kräfte, erreichte jedoch den Endlauf. Der Ausgang des Rennens war sehr offen.
Das Finale verlief zunächst erwartet eng. Als es auf die Zielgerade ging, führte DDR-Läufer Frank Schaffer knapp vor dem Belgier Alfons Brydenbach. Auch der Brite David Jenkins, Europameister von 1971, lag hier noch gut im Rennen. Auf den letzten einhundert Metern war Wiktor Markin, UdSSR, der Schnellste. Auf Bahn zwei laufend zog er an allen Konkurrenten vorbei und wurde in 44,60 Sekunden Olympiasieger. Mit einem starken Finish erlief sich der Australier Rick Mitchell mit gut zwei Zehntelsekunden Rückstand die Silbermedaille. Drei Hundertstelsekunden hinter ihm wurde Frank Schaffer Dritter vor Alberto Juantorena und Alfons Brydenbach.
Wiktor Markin errang den ersten sowjetischen Olympiasieg über 400 Meter.

Frank Schaffer gewann die erste Medaille der DDR in dieser Disziplin.

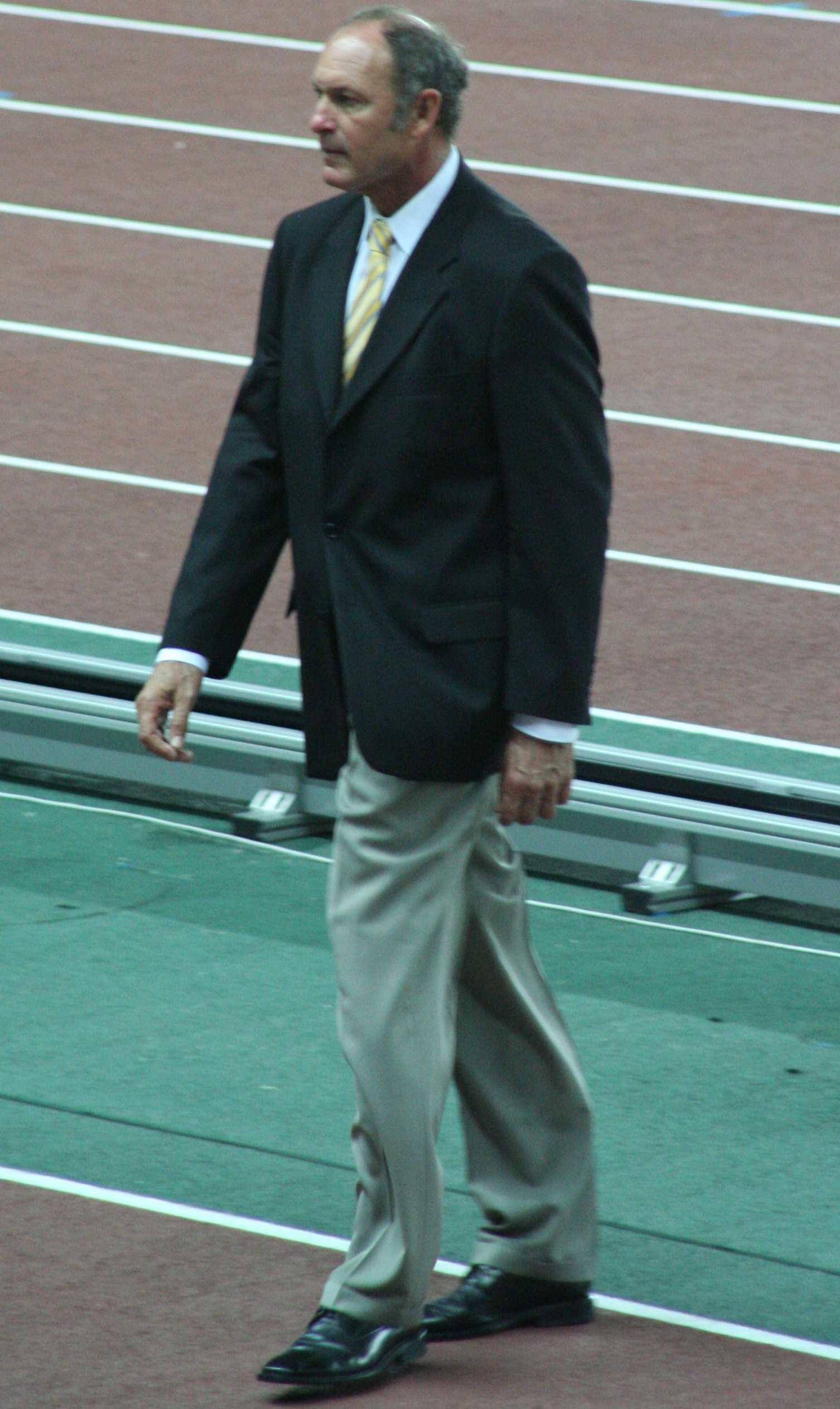
Der Olympiasieger von 1976 Alberto Juantorena (Foto: 2007) kam diesmal auf den vierten Platz – zu Bronze fehlten ihm zwölf Hundertstelsekunden
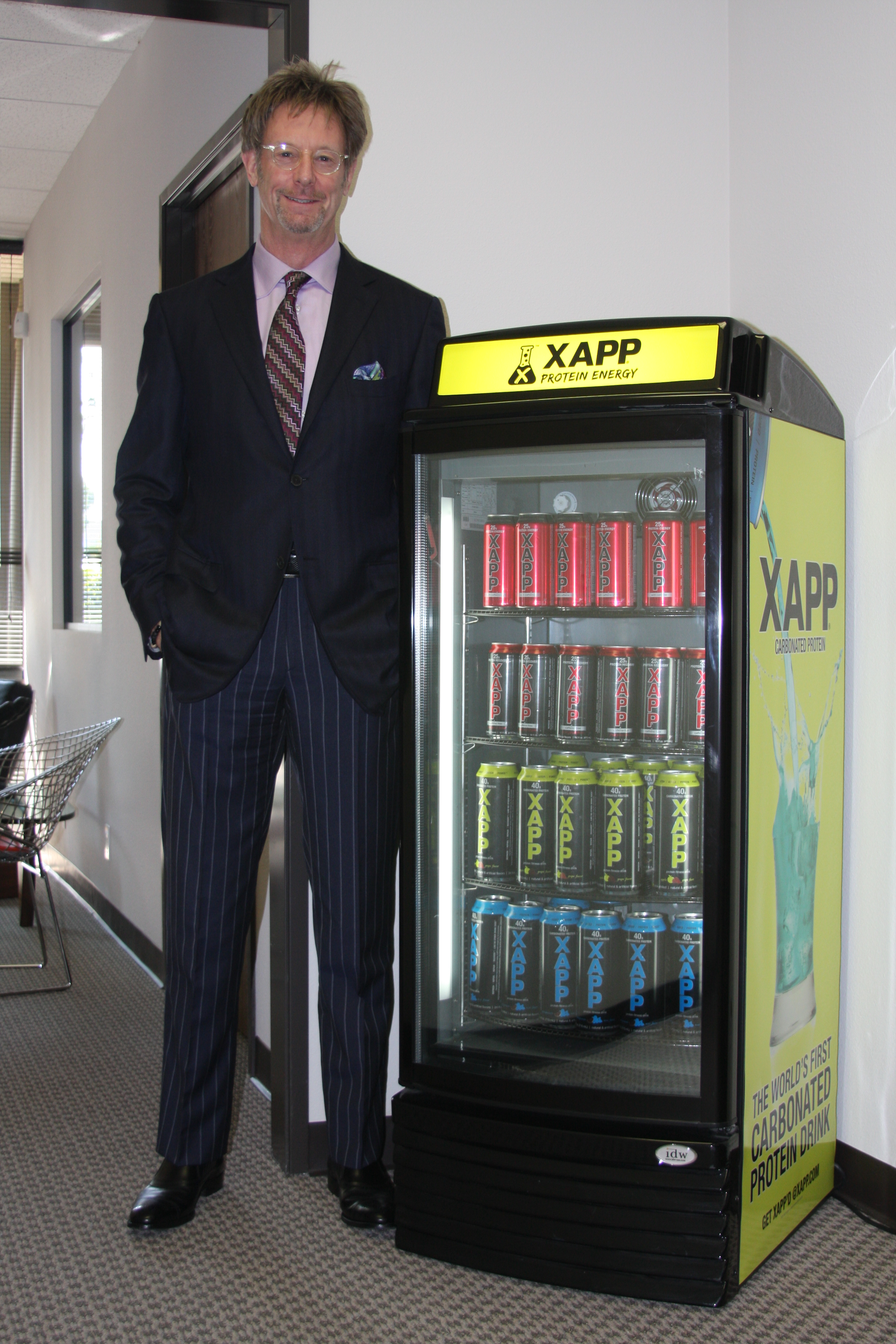
David Jenkins erreichte Platz sieben

## Video
- 1910, 400-m-Finale Moskau 1980, youtube.com, abgerufen am 24. Dezember 2017